# Vesnická aféra
Vesnická aféra (v anglickém originále A Village Affair) je britský dramatický film z roku 1995. Režisérkou filmu je Moira Armstrong. Hlavní role ve filmu ztvárnili Sophie Ward, Kerry Fox, Nathaniel Parker, Jeremy Northam a Michael Gough.

## Obsazení
| Sophie Ward      | Alice Jordan   |
| Kerry Fox        | Clodagh Unwin  |
| Nathaniel Parker | Martin Jordan  |
| Jeremy Northam   | Anthony Jordan |
| Michael Gough    | Ralph Unwin    |
| Claire Bloom     | Cecily Jordan  |
| Barbara Jefford  | Lady Unwin     |
| Peter Jeffrey    | Peter Morris   |
| Keira Knightley  | Natasha Jordan |